# Rösjön, Västergötland

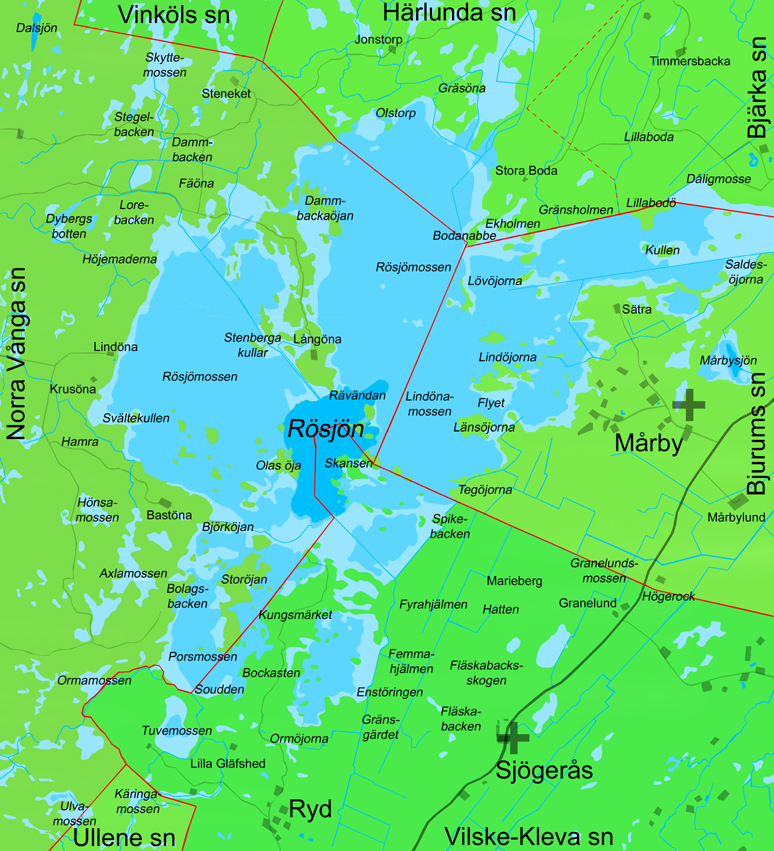
Karta över Rösjön med omgivande mossar.

Rösjön är en ensligt belägen insjö på cirka en kvadratkilometer. Sjön ligger på gränsen mellan Norra Vånga socken i Skånings härad och Vara kommun och Vilske-Kleva socken i Vilske härad och Falköpings kommun i Västergötland. Den är omgiven av ett mosskomplex där Rösjömossen och Lindönamossen ingår. Lindönamossen är i sin tur förbunden i nordöst med Hornborgasjöns våtmarker och dessa delar ligger i Bjurums och Bjärka socknar i Gudhems härad och Härlunda socken i Skånings härad. Mosskomplexet runt Rösjön omfattar en yta på 33,5 kvadratkilometer. Mosskomplexet avvattnas i väster av Slipån, som via Lannaån mynnar i Lidan, och i öster av Bjurumsån, som mynnar i Hornborgasjön. Det enda sättet att ta sig fram till sjön är till fots då inga vägar leder direkt till sjön. Man utgår då antingen från Långöna i norr, från Bastöna i sydväst eller via Ryd och Kungsmärket i söder. Sjön har i nordöst en vik kallad Rävändan. På västra sidan om sjön finns en udde kallad Olas öja och på östra sidan en halvö kallad Skansen. Sjöytan ligger 126,1 meter över havet.

## Naturreservat
År 2010 bildades ett naturreservat bestående av Rösjön och en del av det omgivande mosskomplexet. Naturreservatet bildades för att skydda den tämligen orörda naturen samt för att öka tillgängligheten till området. Även Bastöna gammelgård med omgivande betesängar ingår i naturreservatet. Inom kort ska reservatet utökas till att täcka hela mosskomplexet runt Rösjön.

## Rösjön i folktron
I Rösjön ska det enligt folktron funnits ett sjörå. "Sjöfrua" eller "den rika frua" i Rösjön hade grann boskap, som betade runt sjön. Kom någon i närheten rusade dock hennes boskap ut i sjön och försvann.